# Khiêu dâm softcore

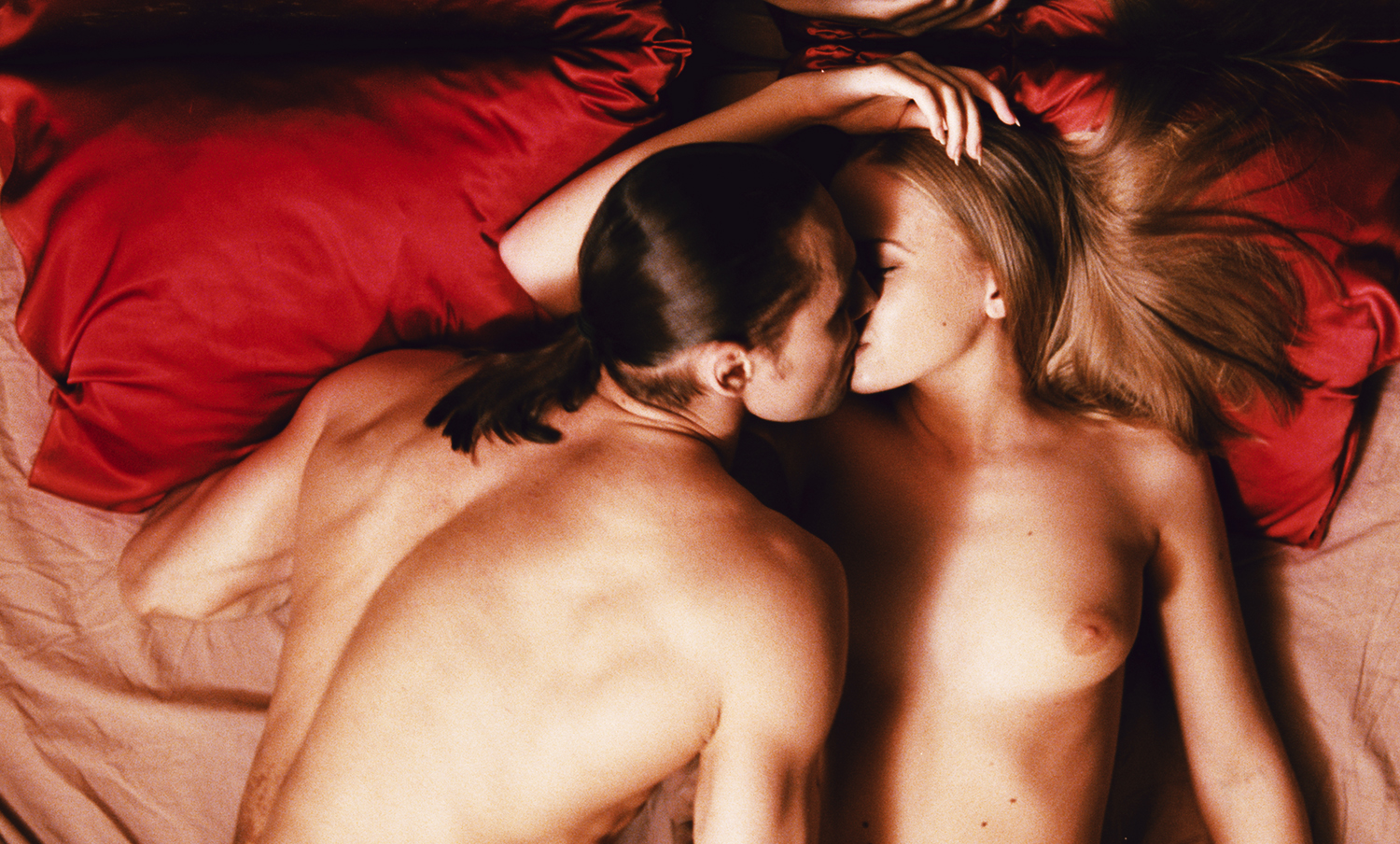
Ảnh tĩnh từ một bộ phim nghệ thuật khiêu dâm hiển thị một cặp đôi từ ngang lưng trở lên, do đó khiến cho hoạt động tình dục diễn ra ở mức độ không rõ ràng, một kỹ thuật đóng khung điển hình cho một bộ phim khiêu dâm nhẹ, Circa 2010.

Khiêu dâm softcore/ nhẹ hoặc softcore porn, là nhiếp ảnh hay phim mà có một thành phần khiêu dâm hoặc erotica nhưng ít hình ảnh tình dục và xâm nhập hơn khiêu dâm hardcore, được định nghĩa bởi sự thiếu thâm nhập tình dục. Khiêu dâm nhẹ bao gồm múa thoát y, làm mẫu nội y, mô phỏng quan hệ tình dục và nhấn mạnh vào sự đánh giá gợi cảm của hình mẫu nam hay nữ. Nội dung gồm các diễn viên khỏa thân hoặc bán khỏa thân tham gia vào các cảnh yêu đương nhằm đạt  sự hưng phấn tình dục và đẹp về mặt thẩm mỹ.

## Các thành phần
Khiêu dâm nhẹ có thể bao gồm hoạt động tình dục giữa hai người hoặc thủ dâm. Nó không chứa các mô tả rõ ràng về sự thâm nhập tình dục, liếm âm hộ, liếm dương vật hoặc xuất tinh. Không được phép mô tả sự cương cứng của dương vật, mặc dù thái độ đối với điều này luôn thay đổi. Khiêu dâm thương mại có thể được phân biệt với erotica, có nội dung mang tính nghệ thuật cao.
Các phần của hình ảnh được coi là quá sống động (vivid), chân thực và có thể bị ẩn theo nhiều cách khác nhau, chẳng hạn như để tóc hoặc quần áo được che phủ, đặt vị trí đặc biệt là bàn tay hoặc các bộ phận cơ thể khác được định vị cẩn thận các yếu tố tiền cảnh trong cảnh (thường là cây cối, gối, đồ nội thất, hoặc xếp nếp) và các góc máy được lựa chọn cẩn thận.
Các nhà làm phim khiêu dâm đôi khi tạo ra cả hai loại phim hardcore và softcore, với phiên bản softcore sử dụng các góc quay ít rõ ràng hơn về cảnh quan hệ tình dục hoặc sử dụng các kỹ thuật khác để "giảm bớt" bất kỳ tính năng phản cảm nào. Ví dụ: phiên bản softcore có thể được chỉnh sửa cho thị trường pay-per-view (trả tiền mỗi lần xem).
Khỏa thân hoàn toàn là điều bình thường (commonplace) trên một số tạp chí, cũng như trong nhiếp ảnh và trên internet.

## Quy định và kiểm duyệt
Phim softcore thường ít bị kiểm soát và hạn chế hơn phim hardcore và phục vụ cho một thị trường khác. Ở hầu hết các quốc gia, phim softcore đủ điều kiện để xếp hạng phim, thường là xếp hạng hạn chế, mặc dù nhiều phim như vậy được phát hành nhưng không được xếp hạng. Cũng như các phim hardcore, tính khả dụng của phim softcore khác nhau tùy thuộc vào luật pháp địa phương. Ngoài ra, triển lãm những bộ phim như vậy có thể bị hạn chế đối với những người trên một độ tuổi nhất định, thường là 18. Ít nhất một quốc gia, Đức, có các giới hạn độ tuổi khác nhau đối với khiêu dâm hardcore và softcore, tài liệu softcore thường nhận được xếp hạng FSK-16 (không ai dưới 16 tuổi được phép mua) và tài liệu hạng nặng nhận được FSK-18 (không ai dưới 18 tuổi được phép mua). Ở một số quốc gia, việc phát sóng các bộ phim nhẹ nhàng phổ biến trên các mạng truyền hình cáp, với một số quốc gia như Cinemax sản xuất các bộ phim và phim truyền hình softcore nội bộ của riêng họ.
Ở một số quốc gia, hình ảnh bộ phận sinh dục của phụ nữ được xử lý kỹ thuật số để chúng không quá "chi tiết". Một nữ diễn viên phim khiêu dâm người Úc nói rằng hình ảnh bộ phận sinh dục của chính cô được bán cho các tạp chí khiêu dâm ở các quốc gia khác nhau được thao tác kỹ thuật số để thay đổi kích thước và hình dạng của môi âm hộ theo tiêu chuẩn kiểm duyệt ở các quốc gia khác nhau.

## Lịch sử
Ban đầu, khiêu dâm nhẹ chủ yếu được giới thiệu dưới dạng "tạp chí đàn ông", khi việc chiếu thoáng qua núm vú của phụ nữ vào những năm 1950 là điều khó chấp nhận. Vào những năm 1970, trên các tạp chí chính thống như Playboy, Penthouse và Hustler, không có vùng nào trên cơ thể được coi là vượt quá giới hạn.
Sau khi hình thành hệ thống xếp hạng MPAA ở Hoa Kỳ và trước những năm 1980, nhiều bộ phim softcore, với nhiều chi phí sản xuất, đã được phát hành tại các rạp chiếu phim chính thống, đặc biệt là các bộ phim truyền hình. Một số, chẳng hạn như Emmanuelle  và Alice in Wonderland, nhận được đánh giá tích cực từ các nhà phê bình nổi tiếng như Roger Ebert.